# 股票期貨
股票期貨（英語：Stock Futures，STF或SF）亦稱個股期貨（英語：Single-Stock Futures，SSF），是以股票為相關資產的期貨商品，由期貨交易所設計，並在期貨交易所上市交易。所以，股票期貨是一種期貨，而不是股票，屬於金融衍生品的一種。
另外，也有以股票為相關資產的選擇權商品——個股選擇權（英語：Single-Stock Option，SSO），同樣由期貨交易所設計的金融衍生品，在期貨交易所上市交易。

## 結算方式
股票期貨可以是現金結算或實物結算，取決於期貨合約的規定。
美國的股票期貨以100股實物結算，與股票期權相同。由於成交量過少，美國最後一間股票期貨交易所OneChicago於2020年結業，投資者無法再買賣股票期貨。在歐洲，標準結算方式是現金結算。但部分股票也提供實物結算的期貨。在香港及台灣，標準結算方式是現金結算。

## 特點
相較於股票交易，股票期貨具有4大特點：
1. 交易成本低。
2. 財務槓桿高。
3. 多空交易靈活。
4. 撮合速度快。

股票期貨還可以進行跨月價差交易，免於單邊未成交的風險，更能符合套利交易人的需求。
如同其他期貨商品，股票期貨需依規定預先繳納保證金（Margin），對於行情的震盪和反轉，同樣面臨保證金追繳或被迫平倉出場的風險。也有到期日的限制，如果是以長期交易為目的進行股票期貨交易，就必須在契約到期前進行換月轉倉。
另外，股票期貨的交易人並不具備股東身份。除息時，持有期貨長倉不能收取任何股息，持有短倉也毋須支付股息。由於股票期貨價格已反映預期的除息，因此股票除息不會對期貨價格有影響，除非公佈派發的利息與預期的利息不同。
當標的股票除權時，股票期貨會配合進行契約調整，原則上不會影響交易人的權益。

## 與其他商品比較
| 比較項目   | 股票               | 融資／融券 | 權證       | 牛熊證                                           | 股票期貨                                        | 股票選擇權                                       |
| ---------- | ------------------ | ---------- | ---------- | ------------------------------------------------ | ----------------------------------------------- | ------------------------------------------------ |
| 槓桿倍數   | 1倍                | 2.5倍以下  | 3~10倍     | 3~5倍                                            | 6.17~7.41倍                                     | 3~10倍                                           |
| 投資期間   | 無期限（股票下市） | 1年        | 6個月~2年  | 3個月~2年                                        | 需每月換約                                      | 需每月換約                                       |
| 資金需求   | 高                 | 中等       | 低         | 低                                               | 低                                              | 低                                               |
| 流動性     | 高                 | 高         | 中等       | 中等                                             | 中等                                            | 低                                               |
| 最大損失   | 投資成本           | 投資成本   | 權利金金額 | 標的股票收盤價觸及牛熊證的界限價有強制回收機制。 | 維持率達保證金25%及以下，期貨商可先行強制平倉。 | 買方策略同認購權證，最大損失為買進的權利金金額。 |
| 保證金追繳 | 無                 | 有         | 無         | 無                                               | 有                                              | 有                                               |
| 交易稅     | 3‰                 | 3‰         | 1‰         | 1‰                                               | 十萬分之2                                       | 十萬分之2                                        |

※資料來源：台灣證券交易所、台灣期貨交易所

## 內部連結
- 期貨
- 股票指數期貨
- 部位

## 外部連結
- 臺灣期貨交易所 （页面存档备份，存于）
- 臺灣期貨交易所：「股票期貨契約」規格  （页面存档备份，存于）